# فصلت
سوره فصلت سوره ۴۱ از قرآن است و ۵۴ آیه دارد در آیه ۳۷ آن سجده واجب دارد. همانند دیگر سوره‌های مکی، محتوای این سوره بیشتر پیرامون اعتقادات اصلی اسلام مانند مبدأ و معاد و بشارت و انذار است. در این سوره بحث‌های خاصی پیرامون خود قرآن مطرح شده‌است: از جمله آیات آن آیه ۴۲ است که می‌گوید: «این کتابی است شکست ناپذیر که باطل هرگز بر آن غلبه نخواهد کرد.» و مفسران آن را تعبیر به ادعای تحریف‌ناپذیری قرآن توسط قرآن کرده‌اند.